# Saint-Laure
 Saint-Laure  là một xã ở tỉnh Puy-de-Dôme trong vùng Auvergne-Rhône-Alpes, Pháp. Xã này có diện tích 6,89 km², dân số năm 2006 là 437 người. Khu vực này có độ cao trung bình 321 mét trên mực nước biển.